# Jorge Lanata
Jorge Lanata (Mar del Plata, 12 de setembro de 1960 – Buenos Aires, 30 de dezembro de 2024) foi um jornalista, escritor, documentarista, editor e radialista argentino. 
Juntamente com Jorge Fontevecchia e Eduardo Aliverti, Lanata foi um dos representantes do jornalismo investigativo na Argentina, fenômeno surgido após a volta da democracia na década de 1980, onde a realidade dos fatos é mostrada de maneira crítica e não tão otimista ou positiva. Apresentou o programa Periodismo para todos, que ia ao ar todos os domingos no Canal 13.
Entre suas características particulares, destacaram-se um senso de humor ácido e o uso abundante da ironia para apresentar uma notícia. Numa pesquisa realizada em 2005, Lanata foi considerado a terceira personalidade mais confiável da Argentina, superado pelo escritor Ernesto Sabato e o então presidente Néstor Kirchner.
Lanata era casado há dez anos com Sarah Stewart Brown, com quem teve uma filha, Lola. Do seu casamento anterior, com a jornalista Andrea Rodríguez, teve uma outra filha, Barbara, que está com 18 anos e trabalha como estagiária no jornal do pai, Crítica de la Argentina.
O jornalista e seus sócios no Crítica pretendem abrir o capital do mesmo na New York Stock Exchange em 2009 e lançar uma revista semanal bilíngüe, na Argentina e Brasil.

## História
Lanata nasceu em Mar del Plata (Argentina), em 1960. Filho único, não pôde ser criado pela mãe: ela tinha um tumor no cérebro e passou 40 anos muda e com um lado do corpo paralisado. O pai, com o qual sempre teve uma relação distante, deixou a educação do menino a cargo de uma tia e da avó.

### Formação
Começou sua carreira jornalística em 1974 aos 14 anos, quando pediu - e obteve - emprego na Radio Nacional, para a qual redigia informativos. Nesse mesmo ano, ganhou o Segundo Premio Municipal de Ensayo por um trabalho sobre "El tema social en el cine argentino". Mesmo sem qualquer formação universitária, foi colaborador de importantes publicações da mídia da Argentina como Clarín, Siete Días, Diario Popular, El Periodista, Perfil, e do exterior, como The Miami Herald e The Washington Times (Estados Unidos); El Espectador, de Bogotá (Colômbia); e o Diario de Caracas (Venezuela). 

### Página/12eVeintiuno
Fundou a Cooperativa de Periodistas Independientes, editora da revista El Porteño, na qual exerceu o cargo de chefe de redação. Também foi redator do programa Sin anestesia, da Radio Belgrano. Em maio de 1987, aos 26 anos, fundou o diário Página/12 do qual foi editor pelos sete anos. O "Página/12" causou uma revolução no jornalismo argentino, através de um projeto gráfico ousado, sensacionalismo de tablóide e críticas dirigidas ao governo. Por suas críticas irônicas e contundentes, o periódico foi alvo de cinco atentados a bomba em seis anos. Finalmente, o diário foi vendido para o Clarín e Lanata, após desentender-se com os novos donos, preferiu sair e levar com ele boa parte dos jornalistas.
Em julho de 1991, ganhou o prêmio Lápiz de Oro pela redação do melhor anúncio publicitário para televisão. No rádio, foi diretor de Hora 25 e Rompe/Cabezas, o qual recebeu o Prêmio Martín Fierro de melhor programa jornalístico radiofônico  de 1995. Na televisão, criou o Día D, que foi galardoado com três prêmios Martín Fierro. 
Em 1998 fundou a revista Veintiuno, onde voltou a reunir antigos redatores do Página/12 como Ernesto Tenembaum, Marcelo Zlotogwiazda, Martín Caparrós, Andrea Rodríguez entre outros, onde se destacou como redator Adrián Paenza. Em seu primeiro aniversário, a revista passou a chamar-se Veintidós, e no segundo, Veintitrés, nome que mantém até hoje. Com problemas financeiros, Lanata deixou a direção da revista em fins de 2001 e vendeu a maior parte de suas ações. 

### Anos recentes
Em 2005, voltou ao rádio com um programa chamado "Lanata AM" na Radio del Plata. Até dezembro de 2007 dirigiu o  programa Lanata PM que ia das 17 às 20 h pela AM 1030, Radio del Plata, juntamente com Reynaldo Sietecase, Romina Manguel, Norberto "El Ruso" Verea, Verónica Castañares e Maximiliano Montenegro, entre outros colunistas. Também colabora com "La Ventana", programa de Gemma Nierga na Cadena Ser de Radio na Espanha, junto com Álvaro Vargas Llosa e Boris Izaguirre, às terças-feiras, de 18:15 a 19:00 (hora de Madri).
A partir de 2001, publicou dois livros sobre história argentina, Argentinos e Argentinos II, os quais tornaram-se best-sellers. O primeiro volume vendeu 450 mil exemplares. Escreveu posteriormente um outro livro intitulado ADN Mapa Genético de los Defectos Argentinos.
Em 2007, recebeu o Prêmio Konex de Platina por seu trabalho na televisão.

### Crítica de la Argentina
Depois de deixar em agosto de 2007 sua coluna no diário Perfil, lançou em 2 de março de 2008, como projeto pessoal, o tablóide diário Crítica de la Argentina. O Crítica, que como o próprio nome entrega, faz uma cobertura ácida dos fatos políticos, o nome do editor (Lanata) é impresso em destaque na primeira página. Devido a uma queda acentuada na renda, o projeto  tornouse inviável. Salários devidos aos trabalhadores causou um conflito que resultou na tomada das instalações, interrompendo assim a publicação. Um mês depois, solicitou a sua própria falência. 
Foi baseada em Buenos Aires. 120 jornalistas que trabalham lá, a grande maioria dos quais pediu demissão de seus empregos anteriores quando Lanata anunciou que iria fundar um jornal. A tiragem do foi de 40 mil exemplares durante a semana e 60 mil aos sábados e domingos. Todo o conteúdo é divulgado simultaneamente na página do jornal na internet.

## Morte
Em 14 de junho de 2024, o jornalista foi internado no Hospital Italiano, localizado no bairro de Almagro, em Buenos Aires, para realizar exames clínicos programados. Durante uma tomografia pulmonar, sofreu uma descompensação e um leve infarto que exigiram sua internação em terapia intensiva. Permaneceu em cuidados intensivos desde então, apresentando algumas melhoras iniciais, embora seu estado de saúde tenha se deteriorado progressivamente com o passar dos meses. Finalmente, morreu em 30 de dezembro de 2024 no mesmo hospital, aos 64 anos.

## Livros
Como escritor, publicou:
- El nuevo periodismo (coletânea de textos, 1987)
- La Guerra de las Piedras (crônica do enfrentamento árabe-israelense na Faixa de Gaza, 1988)
- Polaroids (contos, 1991). ISBN 950-742-089-4
- Historia de Teller (romance, 1992). ISBN 950-742-250-1
- Cortinas de Humos (com Joe Goldman, investigação jornalística sobre os atentados a instituições judaicas em Buenos Aires, 1995). ISBN 950-742-582-9
- Vuelta de página, ISBN 987-96705-0-7.
- Argentinos: nos anos de 2001 e 2003, depois de mais de 6 anos de trabalho, publicou uma coleção de história da Argentina, composta de dois volumes com mais de 500 páginas, a qual abarca toda a história argentina desde seu nascimento até os nossos dias. ISBN 950-15-2258-X / ISBN 950-15-2259-8. A obra, um fenômeno editoral em se tratando de não-ficção, teve ainda uma versão "de bolso" (ISBN 84-666-2456-2), e outra pedagógica, considerado Lectura Recomendada Para Enseñanza Media (ISBN 950-15-2277-6).
- ADN Mapa Genético de los Defectos Argentinos: editado em 2004, é um livro jornalístico opinativo (ISBN 950-49-1286-9).
- Muertos de Amor: um romance publicado em 2007, sobre o sonho revolucionário e seu fracasso (ISBN 978-987-04-0653-2)
- Argentinos, 2008, ISBN 978-950-07-3002-0. Edição definitiva em tomo único. Os capítulos sobre Che Guevara e a  Guerra de Malvinas foram transformados em documentários.
- 26 pessoas para salvar o mundo, 2012, ISBN 9789500739955. Editoria Sudamericana. Copilação de entrevistas realizadas por Jorge Lanata a 26 pessoas influentes de todo o mundo, gravadas para documentário transmitido pelo canal Infinito.
- A década roubada. 2014, ISBN 9789504939030 (e-book ISBN 9789504939085). Grupo Planeta. Relato e opinião sobre a política argentina entre 2003-2013, análise dos governos de Néstor Kirchner e Cristina Kirchner.

## No cinema
Em outubro de 2004, estrelou "Deuda" ("Dívida"), um documentário sobre a dívida externa da Argentina. O filme teve 100 mil espectadores e valeu a Lanata o título de "Michael Moore argentino".
En março de 2007, produziu outro documentário "Tan lejos, tan cerca, Malvinas, 25 años después", que trata da vida nas Ilhas Malvinas, vinte e cinco anos depois da guerra contra a Inglaterra.

### Direção
- Lanata dirigiu "La argentinidad al palo", vídeo da banda Bersuit Vergarabat.

### Miscelânea
- Jorge Lanata aparece no vídeo Carnaval de Brasil de Andrés Calamaro.